# Plazmon (fizyka)
W fizyce plazmon stanowi kwant oscylacji plazmy. Plazmon jest kwazicząstką, wynikającą z kwantowania oscylacji plazmy. Tak samo jak fotony i fonony, są kwantami odpowiednio elektromagnetycznych i mechanicznych drgań (chociaż foton jest cząstką elementarną, a nie kwazicząstką). Plazmony są wspólnymi oscylacjami gęstości gazu swobodnych elektronów, na przykład przy częstościach optycznych. Plazmony mogą oddziaływać z fotonami, tworząc inną kwazicząstkę, zwaną polarytonem.
Ponieważ plazmony wynikają z kwantowania klasycznych oscylacji plazmy, większość ich właściwości można wyprowadzić bezpośrednio z równań Maxwella.

## Wyjaśnienie
Plazmony mogą być opisane jako obraz klasycznych oscylacji gęstości elektronowej w obecności nieruchomych dodatnich jonów metalu. By wyobrazić sobie oscylacje plazmy, umieśćmy metalową kostkę w zewnętrznym polu elektrycznym, skierowanym w prawo. Elektrony będą się przesuwać w lewo (odsłaniając dodatnie jony z prawej), dopóki nie zniwelują pola wewnątrz metalu. Wtedy elektrony zaczynają przesuwać się w prawo, odpychane przez siebie nawzajem i przyciągane przez jony dodatnie po prawej stronie. Oscylują tak z częstością plazmową, dopóki ich energia nie ulegnie pochłonięciu w wyniku tłumienia lub oporu elektrycznego. Plazmony są kwantami takiej właśnie oscylacji.

### Znaczenie plazmonów
Plazmony mają ogromne znaczenie w optyce metali. Światło o częstości mniejszej niż częstość plazmowa jest odbijane, ponieważ elektrony w metalu ekranują pole elektryczne światła. Światło o większej częstości jest przepuszczane, ponieważ odpowiedź elektronów jest zbyt wolna, by zekranować światło. Większość metali wykazuje częstość plazmową w ultrafiolecie, dlatego są błyszczące w zakresie widzialnym. Niektóre metale, jak na przykład miedź i złoto, wykazują przejścia międzypasmowe elektronów w zakresie widzialnym, przez co określone energie światła (kolory) zostają pochłonięte dając określony kolor. W półprzewodnikach częstość plazmowa elektronów walencyjnych mieści się zwykle w zakresie głębokiego ultrafioletu, przejścia międzypasmowe w zakresie widzialnym, dzięki czemu one również są błyszczące i kolorowe.
Energia plazmonu w modelu swobodnych elektronów wynosi w przybliżeniu:
{\displaystyle E_{p}=\hbar {\sqrt {\frac {ne^{2}}{m\epsilon _{0}}}}=\hbar \cdot \omega _{p},}
gdzie:
{\displaystyle n} – gęstość elektronów przewodnictwa,
{\displaystyle e} – ładunek elementarny,
{\displaystyle m} – masa elektronu,
{\displaystyle \epsilon _{0}} – przenikalność elektryczna,
{\displaystyle \hbar } – zredukowana stała Plancka,
{\displaystyle \omega _{p}} – częstość plazmowa.

## Plazmony powierzchniowe
Plazmony powierzchniowe to plazmony powstające na powierzchni granicznej pomiędzy dwoma ośrodkami o przeciwnych znakach części rzeczywistej przenikalności elektrycznej (na przykład metalu lub domieszkowanego półprzewodnika oraz dielektryka lub próżni). Plazmony powierzchniowe mogą oddziaływać z promieniowaniem elektromagnetycznym tworząc plazmonowo-polarytonową falę powierzchniową (SPP), która rozchodzi się wzdłuż powierzchni granicznej obu ośrodków. Długość tej fali jest zazwyczaj dużo mniejsza od długości fali światła o tej samej częstotliwości, co znajduje zastosowanie między innymi w produkcji powlekanych metalem sond do skaningowej mikroskopii optycznej pola bliskiego.
Plazmony powierzchniowe mają znaczenie między innymi w powierzchniowo wzmocnionej spektroskopii Ramana (SERS) i w wyjaśnieniu anomalii dyfrakcyjnej na metalowej siatce dyfrakcyjnej określanych jako anomalia Wooda. Powierzchniowy rezonans plazmonowy używany jest przez biochemików w badaniach nad mechanizmami i kinetyką przyłączania ligandów do receptorów (np. przyłączanie substratu do enzymu).

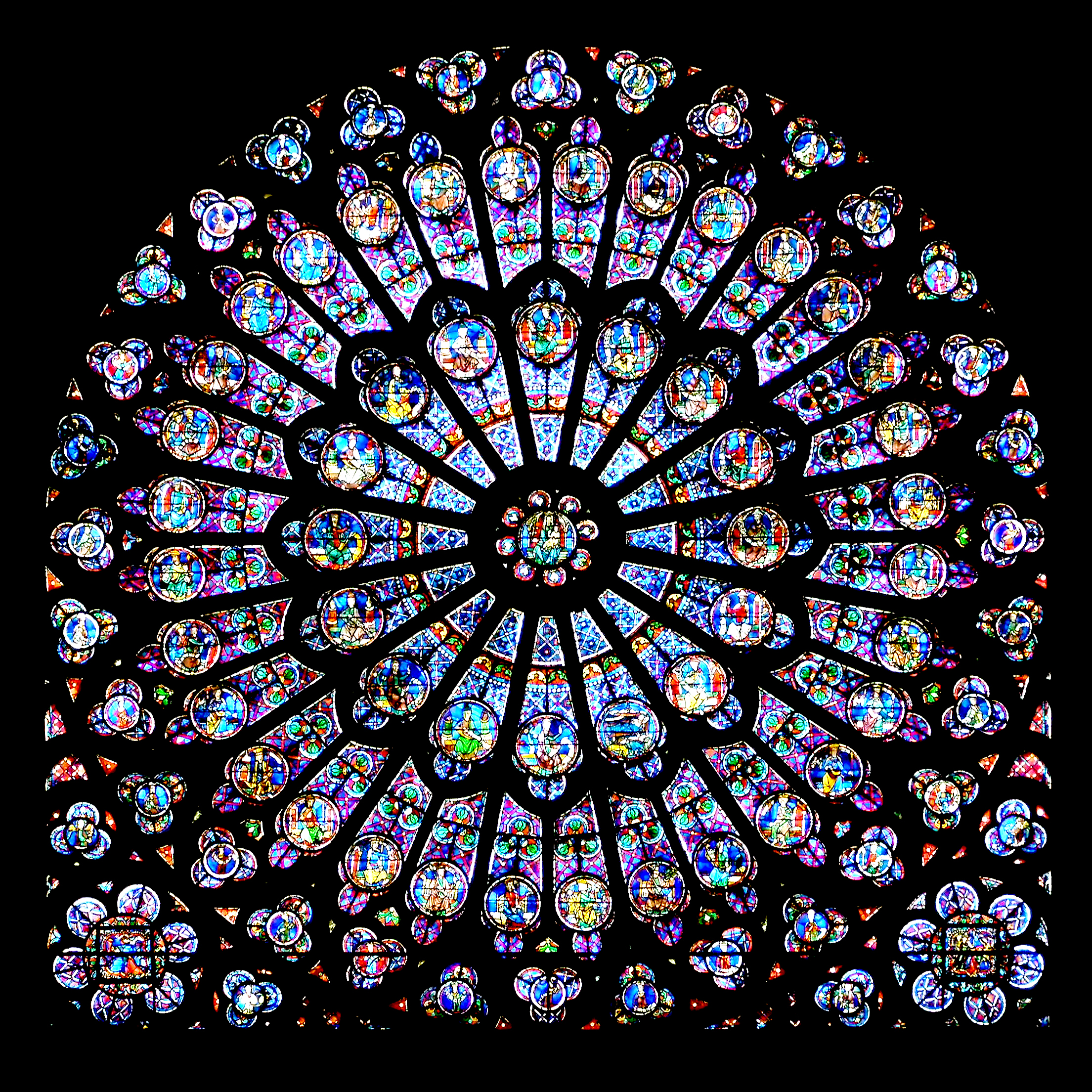
Gotycki witraż w paryskiej katedrze Notre-Dame. Kolory uzyskano dzięki koloidowej zawiesinie złota w szkle.

Już wcześniej wykorzystywano powierzchniowe plazmony do regulowania koloru materiałów. Jest to możliwe, ponieważ kontrola nad kształtem i rozmiarem cząsteczki pozwala na określenie plazmonów powierzchniowych mogących się z nimi sprząc i w nich propagować. To z kolei kontrola nad światłem, które reaguje z powierzchnią. Te efekty zostały przedstawione na witrażach, które zdobią średniowieczne katedry. W tym przypadku nanocząstki metalu o określonym rozmiarze, które oddziałują ze światłem, nadają szkłu jego jaskrawą barwę. Nowoczesna nauka zaprojektowała te efekty zarówno dla światła widzialnego, jak i promieniowania mikrofalowego. Wiele uwagi poświęca się zakresowi mikrofalowemu, ponieważ przy tych długościach fal konieczna powierzchnia materiałów może być wykonana mechanicznie (wielkość rzędu kilku centymetrów). Wygenerowanie plazmonów powierzchniowych w zakresie widzialnym wymaga stworzenia powierzchni o wymiarach poniżej 400 nm. Jest to o wiele trudniejsze i dopiero ostatnimi czasy stało się możliwe do wykonania dokładnie i powtarzalnie.

## Możliwe zastosowania
Umiejscowienie i natężenie maksimów absorpcji i emisji związane są z adsorpcją cząsteczek, co może być wykorzystane w czujnikach chemicznych. Zlokalizowane plazmony powierzchniowe nanocząsteczek metali mogą być użyte w wykrywaniu różnego typu cząsteczek, białek itd.
Rozważa się zastosowanie plazmonów do przesyłania informacji w mikroprocesorach, ponieważ plazmony mogą wspierać znacznie wyższe częstości (w zakresie 100 THz, podczas gdy typowe przewody dają duże straty już w zakresie kilkudziesięciu GHz). Jednakże dla elektroniki plazmonicznej najpierw potrzeba stworzyć plazmoniczny tranzystor.
Plazmony powierzchniowe są wykorzystywane w wysokiej rozdzielczości litografii i mikroskopii ze względu na ich ekstremalnie małe długości fali. Oba te zastosowania zostały sprawdzone w warunkach laboratoryjnych. Ponadto plazmony zlokalizowane na powierzchni nanocząstek metalicznych pozwalają na koncentrację energii świetlnej w bardzo małych objętościach. Zjawisko to wykorzystywane jest między innymi w badaniach nad poprawą sprawności ogniw fotowoltaicznych. Innym jego zastosowaniem są czujniki plazmoniczne do identyfikacji molekuł takich jak białka lub cząsteczki DNA, których rozpoznanie odbywa się poprzez badanie zmiany częstości rezonansowej plazmonu powierzchniowego dla nanoczastki z przyczepioną do niej badaną cząsteczką.
Powierzchniowe plazmony są bardzo czułe na właściwości materiałów, na których się propagują. To doprowadziło do wykorzystania ich w pomiarze grubości monowarstw w cienkich powłokach. Firmy takie jak Biacore wprowadziły na rynek urządzenia wykorzystujące te zasady. Optyczne powierzchniowe plazmony są sprawdzane pod kątem zastosowań w kosmetyce (m.in. firma L’Oreal).
W 2009, koreańska grupa znalazła sposób znacznego polepszenia wydajności diody oLED przy użyciu plazmonów.
Grupa europejskich naukowców z IMEC (Międzyuczelniane Centrum Mikroelektroniki) zaczęła pracę nad polepszeniem wydajności baterii słonecznej i zmniejszeniem kosztów przez zastosowanie nanostruktur metalicznych (wykorzystanie efektów plazmonicznych), które zwiększyłyby absorpcję światła w różnych typach ogniw słonecznych typu: krystaliczny krzem (c-Si), wysokowydajne półprzewodniki z grupy III-V, związki organiczne i barwniki.